# Hugo Sánchez
Hugo Sánchez Márquez (Città del Messico, 11 luglio 1958) è un ex calciatore e allenatore di calcio messicano, di ruolo attaccante.
Considerato uno dei più forti calciatori messicani della storia nonché uno dei più forti attaccanti della sua generazione, occupa la 26ª posizione nella speciale classifica dei migliori calciatori del XX secolo stilata dall'IFFHS mentre nel marzo del 2004, Pelé lo ha inserito nella FIFA 100, la lista dei 125 migliori calciatori viventi, redatta in occasione del Centenario della FIFA.
Viene ricordato da molti per via delle sue rovesciate e per il modo in cui era solito esibirsi, dopo le sue reti, con un'acrobazia frontale in onore della sorella, atleta di ginnastica. In Spagna venne soprannominato Pentapichichi dopo aver vinto per 5 volte il titolo di capocannoniere della Liga spagnola e nella stagione 1989/1990, durante la militanza nelle file del Real Madrid, riuscì a vincere la Scarpa d'oro realizzando 38 goal nella Liga tutti con un solo tocco, record tutt'oggi imbattuto. Grazie alla sua militanza nell'Atlético Madrid, nel Real Madrid e nel Rayo Vallecano risulta aver giocato nelle tre maggiori squadre calcistiche della capitale spagnola.
Vanta diverse presenze e reti nella nazionale messicana, della quale è stato commissario tecnico dal 2006 al 2008.

## Caratteristiche tecniche
Prima punta atipica, Sánchez era un attaccante di classe, dotato di fantasia e di esplosività atletica, con cui nonostante la corporatura esile dimostrava potenza e grande protezione del pallone; supportato da un'eccellente tecnica individuale, che gli permetteva facilmente di individuare gli spiragli delle difese avversarie al fine di crearsi lo spazio per penetrare in area di rigore, rispetto ad altri giocatori del suo ruolo sapeva inoltre abbandonare temporaneamente la posizione di sua competenza, per abbassarsi all'altezza dei centrocampisti e contribuire alla fase di copertura.
Grande finalizzatore, calciava bene con entrambi i piedi, pur essendo mancino naturale, e in particolare dalla lunga distanza; inoltre, malgrado la statura non eccelsa, poteva rivelarsi decisivo sotto porta - spesso addirittura anticipando il diretto marcatore - grazie alla straordinaria elevazione, al tempismo e al senso di piazzamento; si distingueva per il morbido tocco di palla, le eleganti progressioni nel contropiede, il dribbling nello stretto e l'apparente facilità nel saltare l'uomo. Carismatico e dalla forte personalità, era in grado di tracciare per i compagni di squadra molteplici soluzioni offensive con passaggi filtranti e verticalizzazioni che lo resero protagonista di giocate spettacolari, includenti l'impiego di pregevoli gesti tecnici, fra cui il doppio passo, l'elastico, colpi di tacco e la tendenza nel segnare numerose reti in acrobazia, specialmente in rovesciata, quest'ultima maturata durante gli anni al Real Madrid.

## Carriera

### Giocatore

#### Club

Sánchez al Real Madrid nel 1986, mentre consola lo juventino Favero al termine della sfida di Coppa dei Campioni sul campo di Torino.

La sua carriera calcistica comincia nel 1975 con la squadra messicana dei Los Pumas de la Universidad Autónoma de México, coi quali mette subito in mostra le sue doti realizzative, guadagnandosi anche, nel 1976, la convocazione nella nazionale olimpica che prende parte ai Giochi della XXI Olimpiade di Montreal.
Nel 1981 esordisce in Spagna nell'Atletico Madrid, dove resterà fino al 1985, ed è con questa maglia che vince una Coppa di Spagna, ottiene un secondo posto in classifica e diventa capocannoniere delle Primera División spagnola. Nel 1985 passa al Real Madrid, quando ormai da molti è giudicato un buon giocatore, e coi madrileni vince cinque campionati di fila, una Coppa di Spagna e una Coppa UEFA. Nel 1990 vinse anche la Scarpa d'oro.
Lascia Madrid a 33 anni, nel 1992, quando, complici anche vari infortuni, la stella di Hugo Sánchez comincia a offuscarsi. Tornato in Messico, gioca per la squadra dell'América, decidendo poi di ritornare in Spagna per la stagione 1993-94, vestendo la maglia del Rayo Vallecano con la quale segna 16 gol. Dopo la parentesi al Rayo ancora un ritorno in Messico, per disputare la stagione 1994-95 nell'Atlante. L'anno successivo va in Austria per vestire la maglia del LASK Linz, avventura che però durerà solo un anno, prima del suo rientro in patria. Nell'annata 1996-97 gioca nel Atlético Celaya con i suoi ex compagni di squadra ai tempi del Real Madrid, Emilio Butragueño e Míchel.

#### Nazionale
Esordisce nella nazionale maggiore messicana nel 1977, realizzando 29 reti e arrivando secondo nella Copa América 1993. Ha inoltre vinto con il Messico il Campionato CONCACAF 1977 e in precedenza, con la nazionale olimpica, i VII Giochi panamericani di Città del Messico nel 1975. La sua ultima presenza in nazionale risale al 19 giugno 1994, nella partita persa contro la Norvegia durante il campionato del mondo 1994 negli Stati Uniti e valida per la fase a gironi. Ha disputato i mondiali del 1978, 1986 e 1994.

### Allenatore
Inizia la sua esperienza con il Pumas in due occasioni: la prima dura solo cinque mesi, dal 21 marzo al 14 agosto 2000, mentre la seconda dal 18 settembre 2001 al 1º novembre 2005. Dal 24 settembre al 31 dicembre 2006 è allenatore del Necaxa. Dal 16 novembre 2006 diventa inoltre commissario tecnico della nazionale messicana, arrivando terzo alla Copa América 2007. Il 15 luglio dello stesso anno gli viene affidata la panchina dell'Under-23 messicana, per ottenere il pass ai Giochi della XXIX Olimpiade di Pechino; viene esonerato il 31 marzo 2008 dopo la mancata qualificazione, subentrandogli lo svedese Sven-Göran Eriksson. Dal 22 dicembre 2008 al 21 dicembre 2009 è stato allenatore dell'Almeria. Il 16 maggio 2012 firma con i messicani del Pachuca, ma il successivo 15 novembre viene esonerato.

## Vita privata
L'8 novembre 2014 il figlio Hugo Sánchez Portugal è stato trovato senza vita per una intossicazione di gas, nel suo appartamento a Polanco, zona residenziale di Città del Messico.

## Statistiche

### Presenze e reti nei club
| Stagione                 | Squadra                  | Campionato               | Campionato | Campionato | Coppe nazionali | Coppe nazionali | Coppe nazionali | Coppe continentali | Coppe continentali | Coppe continentali | Altre coppe | Altre coppe | Altre coppe | Totale | Totale |
| Stagione                 | Squadra                  | Comp                     | Pres       | Reti       | Comp            | Pres            | Reti            | Comp               | Pres               | Reti               | Comp        | Pres        | Reti        | Pres   | Reti   |
| ------------------------ | ------------------------ | ------------------------ | ---------- | ---------- | --------------- | --------------- | --------------- | ------------------ | ------------------ | ------------------ | ----------- | ----------- | ----------- | ------ | ------ |
| 1976-1977                | Pumas UNAM               | PDM                      | 20+7       | 5+2        |                 | -               | -               |                    | -                  | -                  |             | -           | -           | 27     | 7      |
| 1977-1978                | Pumas UNAM               | PDM                      | 30         | 11         |                 | -               | -               |                    | -                  | -                  |             | -           | -           | 30     | 11     |
| 1978-1979                | Pumas UNAM               | PDM                      | 37+8       | 26+2       |                 | -               | -               | CCC                | 2                  | 0                  |             | -           | -           | 47     | 28     |
| mag.-ago. 1979           | San Diego Sockers        | NASL                     | 10+7       | 6+6        |                 | -               | -               |                    | -                  | -                  |             | -           | -           | 17     | 12     |
| 1979-1980                | Pumas UNAM               | PDM                      | 38+6       | 29+1       |                 | -               | -               |                    | -                  | -                  |             | -           | -           | 44     | 30     |
| mag.-ago. 1980           | San Diego Sockers        | NASL                     | 9+6        | 7+7        |                 | -               | -               |                    | -                  | -                  |             | -           | -           | 15     | 14     |
| Totale San Diego Sockers | Totale San Diego Sockers | Totale San Diego Sockers | 19+13      | 13+13      |                 | -               | -               |                    | -                  | -                  |             | -           | -           | 32     | 26     |
| 1980-1981                | Pumas UNAM               | PDM                      | 36+6       | 19+2       |                 | -               | -               | CCC                | 4                  | 3                  | CI          | 3           | 2           | 49     | 26     |
| Totale Pumas UNAM        | Totale Pumas UNAM        | Totale Pumas UNAM        | 161+27     | 90+7       |                 | -               | -               |                    | 6                  | 3                  |             | 3           | 2           | 197+   | 102+   |
| 1981-1982                | Atlético Madrid          | PD                       | 20         | 8          | CR              | 5               | 4               | CU                 | 2                  | 0                  |             | -           | -           | 27     | 12     |
| 1982-1983                | Atlético Madrid          | PD                       | 31         | 15         | CR+CdL          | 4+8             | 3+6             |                    | -                  | -                  |             | -           | -           | 43     | 24     |
| 1983-1984                | Atlético Madrid          | PD                       | 27         | 12         | CR+CdL          | 2+10            | 0+6             | CU                 | 2                  | 0                  |             | -           | -           | 41     | 18     |
| 1984-1985                | Atlético Madrid          | PD                       | 33         | 19         | CR+CdL          | 8+8             | 6+2             | CU                 | 2                  | 1                  |             | -           | -           | 51     | 28     |
| Totale Atlético Madrid   | Totale Atlético Madrid   | Totale Atlético Madrid   | 111        | 54         |                 | 19+26           | 13+14           |                    | 6                  | 1                  |             | -           | -           | 162    | 82     |
| 1985-1986                | Real Madrid              | PD                       | 33         | 22         | CR              | 5               | 2               | CU                 | 11                 | 5                  |             | -           | -           | 49     | 29     |
| 1986-1987                | Real Madrid              | PD                       | 41         | 34         | CR              | 6               | 6               | CC                 | 7                  | 3                  |             | -           | -           | 54     | 43     |
| 1987-1988                | Real Madrid              | PD                       | 36         | 29         | CR              | 7               | 3               | CC                 | 7                  | 3                  |             | -           | -           | 50     | 35     |
| 1988-1989                | Real Madrid              | PD                       | 35         | 27         | CR              | 6               | 4               | CC                 | 7                  | 5                  | SS          | 2           | 1           | 50     | 37     |
| 1989-1990                | Real Madrid              | PD                       | 35         | 38         | CR              | 6               | 3               | CC                 | 3                  | 1                  |             | -           | -           | 44     | 42     |
| 1990-1991                | Real Madrid              | PD                       | 19         | 12         | CR              | 1               | 1               | CC                 | 3                  | 5                  | SS          | 2           | 1           | 25     | 19     |
| 1991-1992                | Real Madrid              | PD                       | 8          | 2          | CR              | 1               | 0               | CU                 | 1                  | 1                  |             | -           | -           | 10     | 3      |
| Totale Real Madrid       | Totale Real Madrid       | Totale Real Madrid       | 207        | 164        |                 | 32              | 19              |                    | 39                 | 23                 |             | 4           | 2           | 282    | 208    |
| 1992-1993                | América                  | PDM                      | 25+4       | 9+2        |                 | -               | -               | CCC                | 6                  | 7                  |             | -           | -           | 35     | 18     |
| 1993-1994                | Rayo Vallecano           | PD                       | 29+3       | 16+0       | CR              | 1               | 1               |                    | -                  | -                  |             | -           | -           | 33     | 17     |
| 1994-1995                | Atlante                  | PDM                      | 31         | 13         | cMX             | ?               | ?               | CCC                | 2                  | 0                  |             | -           | -           | 33+    | 13+    |
| ago.-sett.1995           | Atlante                  | PDM                      | 2          | 0          | cMX             | ?               | ?               |                    | -                  | -                  |             | -           | -           | 2+     | 0+     |
| Totale Atlante           | Totale Atlante           | Totale Atlante           | 33         | 13         |                 | ?               | ?               |                    | 2                  | 0                  |             | -           | -           | 35+    | 13+    |
| sett.1995-mag.1996       | Linz                     | 2D                       | 18         | 7          | CA              | 1               | 0               |                    | -                  | -                  |             | -           | -           | 19     | 7      |
| mag.-dic.1996            | FC Dallas                | MLS                      | 23+2       | 6+1        |                 | -               | -               |                    | -                  | -                  |             | -           | -           | 25     | 7      |
| gen.-giu.1997            | Atlético Celaya          | PDM                      | 13         | 2          | cMX             | ?               | ?               |                    | -                  | -                  |             | -           | -           | 13+    | 2+     |
| Totale carriera          | Totale carriera          | Totale carriera          | 639+49     | 374+23     |                 | 79+             | 47+             |                    | 59                 | 34                 |             | 7           | 4           | 833+   | 482+   |

## Palmarès

### Giocatore

#### Club

##### Competizioni nazionali
- Campionato messicano: 2

UNAM Pumas: 1976-1977, 1980-1981
- Coppa di Spagna: 2

Atlético Madrid: 1984-1985
Real Madrid: 1988-1989
- Campionato spagnolo: 5

Real Madrid: 1985-1986, 1986-1987, 1987-1988, 1988-1989, 1989-1990
- Supercoppa di Spagna: 3

Real Madrid: 1988, 1989, 1990

##### Competizioni internazionali
- CONCACAF Champions' Cup: 2

UNAM Pumas: 1980
América: 1992
- Coppa Interamericana: 1

UNAM Pumas: 1980
- Coppa UEFA: 1

Real Madrid: 1985-1986

#### Nazionale
- Giochi panamericani: 1

Città del Messico 1975
- Campionato CONCACAF: 1

Messico 1977

#### Individuale
- Pallone d'oro (Messico): 1

1978-1979
- Pichichi della Liga: 5

1984-1985 (19 gol), 1985-1986 (22 gol), 1986-1987 (34 gol), 1987-1988 (29 gol), 1989-1990 (38 gol)
- Scarpa d'oro: 1

1990 (ex aequo con Hristo Stoičkov)
- FIFA 100 (2004)

### Allenatore
- Campionato messicano: 2

UNAM Pumas: Clausura 2004, Apertura 2004